# Susanne Hochuli

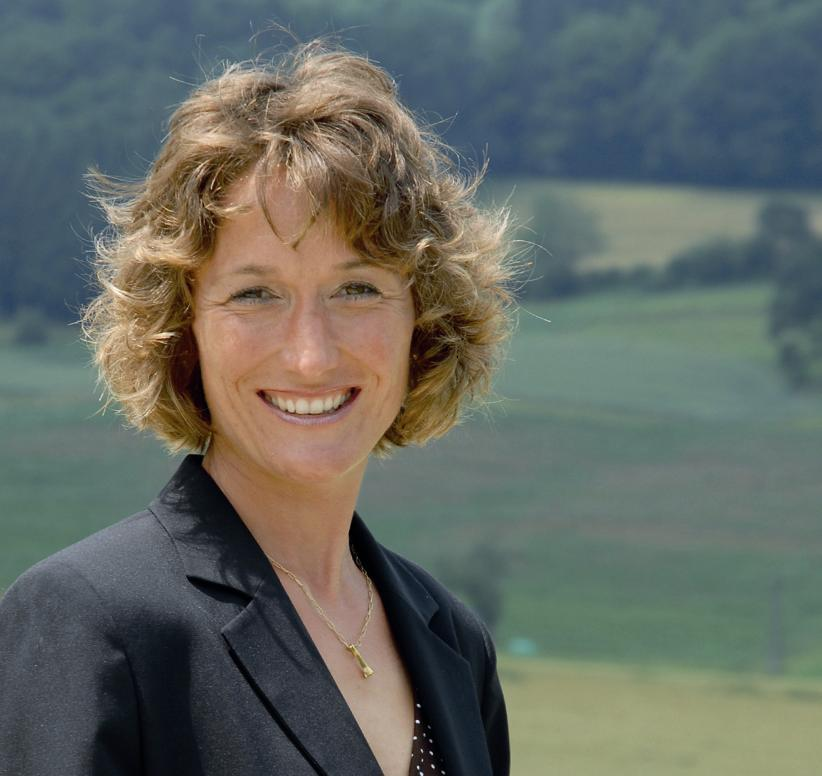
Susanne Hochuli (2008)

Susanne Hochuli (* 26. August 1965; heimatberechtigt in Reitnau) ist eine Schweizer Politikerin (Grüne). Sie war von 2009 bis 2016 Regierungsrätin des Kantons Aargau.

## Biografie
Hochuli wurde als zweitältestes von vier Kindern eines Bauernehepaars geboren. Nach der Diplommittelschule machte sie eine Ausbildung zur Kindergärtnerin, wechselte aber bald in den Journalismus. Zwei Jahre lang war sie für die Berner Zeitung als Redaktorin tätig. Ab 1990 arbeitete sie wieder auf dem elterlichen Bauernhof in Reitnau, hatte aber auch eine Teilzeitstelle beim Schweizer Fernsehen. Sie liess sich zudem zur diplomierten Reitpädagogin SV-HPR (Schweizerische Vereinigung für Heilpädagogisches Reiten) ausbilden. Seit der Übernahme des elterlichen Hofes 1994 und der Umstellung auf Bio-Landwirtschaft war sie als Landwirtin und Reitlehrerin/Reitpädagogin tätig.
Am 30. November 2008 wurde sie im Aargau mit 70'751 Stimmen für vier Jahre in den Regierungsrat gewählt. Zuvor war sie seit 2004 Mitglied des Grossen Rates des Kantons Aargau gewesen. Im Regierungsrat war sie Vorsteherin des Departements «Gesundheit und Soziales». Am 28. März 2012 wurde sie vom Regierungsrat für die Amtsdauer 2012/2013 zur Frau Landammann gewählt. Auch im Jahr 2016 amtete sie als Frau Landammann. Bei den Gesamterneuerungswahlen 2016 trat sie nicht mehr an.
2017 wurde Hochuli zur Präsidentin der Stiftung für Patientenschutz und 2018 zur Stiftungsratspräsidentin von Greenpeace Schweiz gewählt. Von 2018 bis 2022 fungierte sie als Präsidentin der Prix-Courage-Jury des Beobachters in Nachfolge von Pascale Bruderer.
Ihr Vater, René Hochuli, war Mitgründer und erster Präsident der Vereinigung zum Schutze der kleinen und mittleren Bauern VKMB.
Hochuli hat eine erwachsene Tochter und wohnt in Reitnau.